# Jaysh al-Islam
Jaysh al-Islam (árabe: جيش الإسلام‎; português: Exército do Islão), inicialmente fundado com o nome de Liwa al-Islam ("Brigadas do Islão"), é uma coligação de rebeldes salafistas, islamistas e wahhabistas envolvida na Guerra Civil Síria.
O grupo tinha como principal área de influência era Damasco, com especial destaque para a cidade de Douma e a restante área leste de Ghouta, onde Jaysh al-Islam era o maior grupo rebelde, como antes era Liwa al-Islam.
Jaysh al-Islam integrou o Conselho Supremo Militar do Exército Livre Sírio (ELS) até Dezembro de 2013, mas em Novembro de 2013 o grupo formou a Frente Islâmica e no mês seguinte viria a romper relações com o ELS. Tal como Ahrar al-Sham, era dos principais grupos apoiados e financiados pela Arábia Saudita, com Jaysh al-Islam a defender a criação de um Estado Islâmico na Síria baseado na Sharia para substituir o governo de Bashar al-Assad.

## História

### Liwa al-Islam

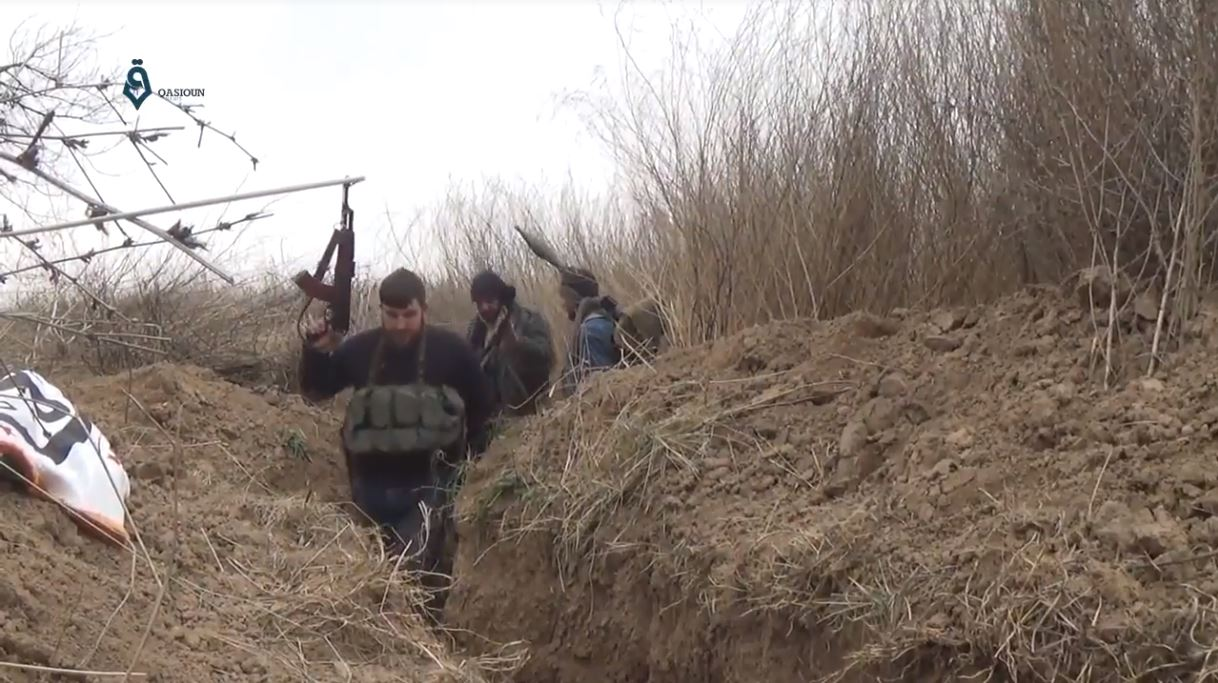
Combatentes do Jaysh al-Islam durante o Cerco de Ghouta Oriental.

Liwa al-Islam foi fundado por Zahran Alloush, filho de um clérigo islâmico residente na Arábia Saudita Abdullah Mohammed Alloush, após ter sido solto pelas autoridades governamentais sírias em 2011, após ter cumprido penas pelas suas ligações a movimentos salafistas. O grupo declarou que era responsável pelo Atentado de 18 de julho de 2012 em Damasco que causou a morte de Dawoud Rajiha (Ministro da Defesa), Assef Shawkat (Secretário do Ministro da Defesa) e Hassan Turkmani (Vice-Presidente Assistente). Liwa al-Islam foi responsável por diversas operações rebeldes na zona de Damasco, efectuando operações conjuntas com Jabhat al-Nusra, braço armado da Al-Qaeda na Síria.

### Fusão para formar Jaysh al-Islam
Em 29 de Setembro de 2013, 50 facções rebeldes operando na zona de Damasco anunciaram a sua fusão para dar origem a um novo grupo: Jaysh al-Islam. Liwa al-Islam era a principal facção no novo grupo, e o seu líder Zahran Alloush tornou-se o líder da nova milícia. 38 dos 50 grupos que fundaram Jaysh al-Islam já estavam aliados a Liwa al-Islam. Em Setembro, o porta-voz do grupo Islam Alloush (irmão de Zahran) tinha criticado o Conselho Nacional Sírio (CNS), ao afirmar que o CNS deveria ser liderado por pessoas que estejam a combater na Síria em vez de exilados, mas não decidiu (neste momento) romper totalmente o CNS.
Por Novembro de 2013, 60 grupos tinham-se fundido no Jaysh al-Islam, e mais 175 diversos grupos rebeldes expressaram o seu interesse em se juntarem ao grupo.
A criação do novo grupo foi alegadamente negociada e pensada pela Arábia Saudita, que acreditava que a Frente al-Nusra estava a ganhar demasiada influência. Após a fusão, o The Guardian relatou que o governo saudita estava preparado para dar milhões de dólares em financiamento e armamento ao grupo, e usando o instrutores do Paquistão para treinar os seus combatentes.

### Cisão do ELS e fundação da Frente Islâmica
Embora anteriormente tenha estado afiliado ao Exército Livre Sírio (dentro do Conselho Militar Supremo), em Dezembro de 2013 Zahran Alloush anunciou que abandonava o ELS, dizendo: "A nossa afiliação ao Conselho veio quando estava a conduzir operações contra Assad sem estar dependente de terceiros, e quando assinou que nada tinha delineado sobre o futuro do Estado." Quando o ELS se juntou à Coalizão Nacional Síria da Oposição e das Forças Revolucionárias e se comprometeu com um estado democrático e pluralista, Alloush - que tinha fundado a Frente Islâmica em Novembro de 2013 - decidiu que não iria fazer mais parte do Conselho Militar do ELS.
Em Março de 2015, Jaysh al-Islam e o Comando Militar Unificado do leste de Ghouta formaram o "Conselho Militar de Damasco e Arredores", sob o comando directo de Zahran Alloush.
Até finais de 2015, o grupo continuou a cooperar com Frente Al-Nusra.

### Morte de Zahran Alloush
A 25 de Dezembro de 2015, o fundador e líder do grupo Zahran Alloush foi morto, bem como outros diversos líderes do grupo, num ataque aéreo da Força Aérea Árabe Síria nos subúrbios de Damasco. Abu Hammam Bouwidani foi o sucessor de Alloush para liderar o grupo.

### 2016-2018
A partir da morte de Alloush no final de 2015, conflitos emergiram entre Jaysh al-Islam e os outros grupos jihadistas que ocupavam o leste de Ghouta, bem como a Frente al-Nusra e sua aliança Jaish Al-Fustat, enquanto Ahrar al-Sham manteve-se neutral no conflito. O conflito entre rebeldes em Ghouta ocorreu em Maio de 2016, provocando cerca de 300 mortos, até que a 24 de Maio, os líderes de Jaysh al-Islam e da Legião al-Rahman assinaram um acordo de cessar-fogo.
A 25 de Janeiro de 2017, a secção de Idlib do grupo fundiu-se no Ahrar al-Sham.
Em Abril de 2017, uma coligação entre Legião al-Rahman e Tahrir al-Sham infiltraram-se na zona de Ghouta Oriental controlada por Jaysh, que lançou uma campanha para expulsar do seu território, o que resultou em 95 mortos entre 26 de Abril a 1 de Maio. Os confrontos entre rebeldes levou que as forças governamentais ganhassem território na zona rebelde, que originou manifestações a pedirem às facções rebeldes se unirem e pararem o conflito. Filmagens destas manifestações em Abril mostraram militantes do grupo a abrirem fogo contra os manifestantes.
A 12 de Abril, após a vitória decisiva do Governo Sírio na ofensiva sobre Ghouta, os militantes de Jaysh com as suas famílias concordaram em abandonar a zona, em direcção à zona ocupada pela Turquia no norte da Síria.

### Filiação às forças pró-turcas
Após ter se fixado na zona ocupada turca, Jaysh al-Islam estabeleceu uma nova sede em Jarablus. Segundo relatos, a Arábia Saudita cortou relações com o grupo, levando Jaysh a se tornar mais próximo da Turquia. Alegadamente, o governo turco pretende usar os combatentes do grupo para expulsar as Forças Democráticas Sírias de Manbij.

Em Setembro de 2018, o líder do grupo confirmou que Jaysh al-Islam tinha aceitado integrar no Exército Nacional Sírio, o grupo de forças rebeldes controladas e financiadas pela Turquia para combater as forças curdas.